# Mercer (ofici)
El mercer era un menestral que tenia l'ofici de la venda en una botiga, a la menuda, de teixits i altres objectes relacionats amb la indumentària.
A Mallorca, els mercers, que venien al seu domicili particular, conformaven un col·legi professional juntament amb els guanters, els passamaners i els marxandos, encara que les discussions internes eren habituals, com també les escissions i reintegracions dins el col·legi. No se sap quan es va constituir, però el segle xvi ja estava perfectament organitzat i segurament era anterior. El seu patró era sant Antoni, que veneraren primer a l'església de Santa Eulàlia, més tard a l'església de Sant Antoni de Viana i finalment a l'església de la Mercè. La sala del col·legi era a la plaça de Can Tagamanent.
A Barcelona crearen una confraria l'any 1392, sota l'advocació de sant Julià d'Antinòpolis.